# Sabahattin Eyüboğlu
Sabahattin Eyüboğlu, né en 1908 ou en 1909 à Akçaabat (Empire ottoman) et mort le 13 janvier 1973 à Istanbul (Turquie), est un écrivain, traducteur et maître de conférences turc.
Il a traduit, en turc, de nombreux grands noms de la littérature, dont Michel de Montaigne, Jean de La Fontaine, William Shakespeare, Platon, Albert Camus, François Rabelais, Paul Valéry, Jean-Paul Sartre, Aristophane, Omar Khayyam, Arthur Miller, Molière, Franz Kafka ou Bertrand Russell.
Il est le premier traducteur, sous le pseudonyme Hasan Güreh, de Nâzım Hikmet en français.
Après le coup d'État du 12 mars 1971, il est arrêté aux côtés de Vedat Günyol (tr) (traducteur de Babeuf) et Azra Erhat sur des accusations de « création d'une organisation communiste secrète ».
Il est le frère de Bedri Rahmi Eyüboğlu et la Mualla Eyüboğlu (en).